# 多枝香薷
多枝香薷（学名：Elsholtzia ciliata var. ramosa）为唇形科香薷属下的一个变种。